# Средне-Успенский монастырь
Сре́дне-Успе́нский монасты́рь — женский старообрядческий монастырь, действовавший в конце XVIII — первой трети XIX веков в Саратовской губернии Российской империи, один из Иргизских монастырей.
Основательницей была инокиня Анфиса, переселенка из Польши, основавшая скит на берегу Большого Иргиза. В 1796 году в скиту была поставлена часовня во имя Успения Пресвятой Богородицы. В 1816 году монастырь полностью сгорел. Спустя год он был восстановлен недалеко от Средне-Никольского мужского монастыря на принадлежавших ему землях. Заново отстроена была и часовня. В 1837 году, после отказа насельниц монастыря принять единоверие, монастырь был закрыт, а постройки разобраны.

## Основание монастыря
Есть несколько версий о дате основания монастыря.
По версии исследователей саратовского старообрядчества Ивана Добротворского и Николая Соколова, с отсылкой на несохранившиеся до наших дней документы в архиве братства Святого Креста годом основания монастыря был 1783. По сведениям из сборника сочинений бывшего саратовского епископа Иакова (Вечеркова) «О расколе беглопоповицкой секты в Саратовской губернии», монастырь был основан в 1782 году.
Однако по данным настоятельницы инокини Феофании, сохранившимся в описи монастыря, составленной по требованию властей в 1827 году, начало монастырю было положено в 1762 году вышедшей из Польши инокиней Анфисой «в конце слободы Мечетной, на принадлежащей ей земле». Первоначально обитель называлась по имени основательницы Анфисиным скитом.

## Деятельность
Первоначальное место, выбранное для обители, оказалось неудачным: при каждом сильном разливе Иргиза выбранная территория почти полностью затапливалась. В 1786 году с разрешения директора Саратовской экономии Ивана Ильича Огарёва скит был перенесён на так называемую Горшенину Луку — небольшое, но красивое урочище на берегу Иргиза в полутора верстах от Мечетной слободы, в районе современного села Давыдовка. В отличие от соседнего Покровского женского монастыря Анфисин скит застраивался в беспорядке: куча небольших деревянных домиков, безо всякого порядка разбросанных по территории, которая не была огорожена ни забором, ни плетнём, ни земляным валом. Долгое время жительницы скита отправляли ежедневное богослужение в так называемой «крестовой» келье настоятельницы, и лишь в 1796 году была построена часовня во имя Успения Божьей Матери. С этого времени по престольному празднику и обитель стала называться Успенским монастырём.
К этому времени мужские иргизские монастыри обрели всероссийскую известность и стали одним из ведущих центров старообрядчества в стране. И хотя женские монастыри не стали такими же примечательными для старообрядческой духовной жизни, но и им немало перепало от славы и доходов мужских монастырей.
В 1816 году случился пожар, и монастырь выгорел полностью. Губернатор А. Панчулидзев, весьма покровительственно относившийся к старообрядцам, не нашёл препятствий для его воссоздания, а монахини располагали достаточными средствами, чтобы уже через год построить новый скит на землях Средне-Никольского мужского монастыря, в двух верстах от него.

## Устройство монастыря
Проживали в монастыре инокини и белицы, причем в числе инокинь было немало схимниц. Иргизские женские монастыри в отличие от мужских не придерживались общежительного принципа. Монастырь состоял из нескольких общин, связанных единством иноческого устава и подчинением настоятельнице. Каждая такая община возглавлялась состоятельной инокиней, которая содержала при себе в качестве евангельских дочерей более бедных инокинь и белиц. Члены такой общины зависели исключительно от такой евангельской матери и настоятельницы монастыря, не будучи никак не связанными с евангельскими матерями прочих общин.
Всякая новопостриженная должна была избрать себе евангельскую мать и внести определённую сумму, обычно не менее 100 рублей, в пользу постригающей и общины. Если у евангельской матери не было свободного помещения в кельях, то за счёт новоприбывшей строилась новая. Общемонастырскими считались лишь большая крестовая келья настоятельницы да часовни. При каждой келье имелся дворик с хозяйственными постройками, при некоторых также имелся садик.
Из числа общинных матерей выбиралось 12 соборных стариц. Обыкновенно среди тех, у кого было больше евангельских дочерей, это служило своеобразной рекомендацией их достоинства. Число евангельских дочерей и послушниц для каждой общинной матери колебалось от 2-3 до 20, причём больше всего их имела настоятельница. По сохранившихся сведениям из Соборных стариц монастыря наибольшее число евангельских дочерей — 25 — было у Александры уральской, прожившей в обители 25 лет. У прочих же число евангельских дочерей было меньше: 10 у Тарсилы Сапожниковой, 15 у Евпраксии донской и Анфисы чёрной, 20 у Достифеи Гавдеиной, Манефы донской и Елизаветы уральской.
Общинная мать в отношении своих евангельских дочерей пользовалась правом первого наказания: могла ставить на поклоны, давать «в послушание» трудные работы, за крупные провинности, по согласованию с настоятельницей, могла вообще отослать из монастыря. Так как общей трапезы не было, то общинной матери приходилось заботиться о пропитании своей общины. Источником средств были личный труд и подаяния.
Не имея своей земли скитницы не могли заниматься земледелием, поэтому они обратились к огородничеству, которое сумели наладить очень хорошо. По договору с Никольским монастырём скитницы использовали под огороды 17 десятин земли, а собранные овощи, зелень и бахчевые частично поставлялся в мужской монастырь в обмен на хлеб и лес для отопления и построек.

## Монахини
Проживали в монастыре инокини и белицы, причем в числе инокинь было немало схимниц.
Одежду инокини составлял сарафан, поверх которого надевалось нечто похожее на халат с маленьким стоячим воротником из чёрной материи. У шеи повязывалась круглая переливка, как у монахов, с красной выпушкой по борту или одного цвета с пелеринкой — так называемая мантия. Кроме того надевалась круглая шапочка без околыша, пошитая из тонкой чёрной материи. Сзади она соединялась с круглым, короче первого, воротником с чёрной оторочкой, к нему был прикреплён нагрудник, в виде светской манишки без сборов. Все эти три соединённые вещи назывались «апостольником» и полагались к ношению постоянно. Кроме того, на головах инокинь были чёрные платки, завязывающиеся под подбородком, края платка, идущие по плечам и кругом шеи, по круглому воротнику, должны были быть распущены. Лица закрывались чёрным покрывалось, так называемой «наметкой». Белицы придерживались одного цвета и покрывали головы чёрными или тёмными платками

## Церковные службы
Церковные службы в монастыре шли несколько иным порядков, чем в мужском. Иеромонахи и священники, присылаемые из монастырей, совершали богослужение лишь по большим праздникам. В обычные дни их заменяли уставщицы, по очереди отправлявшие службы при часовне. При этом Евангелие всегда читала настоятельница лично. В будние дни общинные матери часто отправляли службы в своих «крестовых» кельях. Литургий по отсутствию алтаря в часовне не совершалось.
Панихиды и поминовения усопших совершали сами инокини, часто они же и погребали своих сестёр без священников, которые отпевали усопших заочно.

## Настоятельницы
После Анфисы в 1803—1806 годах монастырём управляла инокиня-схимница Анисья, мать богатого купца Петра Сапожникова, впоследствии похороненная в Средне-Никольском монастыре, а над её могилой сын поставил мраморный памятник, обошедшийся дороже 30 тысяч рублей.
Её сменила инокиня-схимница Гавдела. В дальнейшем обителью управляли инокиня Капитолина (у которой было евангельских дочерей), инокиня-схимница Алевтина донская (25 евангельских дочерей), инокиня-схимница Капитолина донская и Феофания уральская (по 30 евангельских дочерей у каждой).

## Нравственность
Одним из сложных и не решённых в историографии вопросов является вопрос нравственности обитателей старообрядческого монастыря. В части источников отмечается, что жизнь насельниц монастыря была далека от аскетичной, что вопреки монашескому положению в обители присутствовали и пьянство, и разврат.
Иеромонах Арсений писал: «Незаконные связи монахов с монахинями и всегдашнее их вместе пребывание не поставляли в зазорную жизнь; всякие праздники монахини и послушницы бывают в мужском монастыре под предлогом богомолья. И позволяют себе ночевать в кельях общих с монахами, а клирошанки — у клиросских и угощались пьянством в непомерной степени, а потом монахи с клиросскими, наоборот, в женском монастыре без всякого зазора и днем и ночью. Многие монахи были женаты и имели своих жен в монастырях».
Епископ Иаков (Вечерков) в своей докладной записке в Синод приводил многочисленные примеры нарушения монашеских обетов: инокиня монастыря Глафира обвинялась в связи с иноком Ефремом, у которого она и проживала, инокиня Севастьяна обвинялась в связи с иноком Иосафом и т. д.
В то же время, расследование, проведённое саратовским губернатором А. Б. Голицыным после анонимного письма, в котором настоятель Средне-Никольского монастыря Тарасий обвинялся в «похотливой связи» с настоятельницей Успенского монастыря Феофанией, окончилось ничем, не найдя доказательств этому
Уже в конце XIX века отмечалась явная ненейтральность публикаций с подобными фактами, в частности статей Ивана Добротворского, ставших первоосновой для многих подобных утверждений:

«Тенденциозность — их основной недостаток. Предвзятая мысль сквозит на каждой странице, сквозит беззастенчиво, как новая заплата на старой одежде. Автору во чтобы то ни стало хочется доказать, что в расколе — все было дурно, в православии — было хорошо»
Современные исследователи истории иргизских монастырей преимущественно считают сведения о многочисленных прегрешениях монахов и монахинь преувеличением и частью антираскольничьей пропаганды, отмечая, что сведения об них появляются лишь в поздних источниках XIX века, причём изданных Синодальной церковью, и не подкрепляются архивными документами.

## Последние годы обители
В 1827 году по требований губернских властей настоятельницей было составлено описание монастыря. По нему в монастыре было 89 дворов, огороженных плетнём и досками, в которых находилось 145 деревянных келий, крытых тесом и соломой. Монастырь занимал территорию в пять десятин, да огороды и бахчи занимали ещё до двадцати десятин. Часовня деревянная, с колокольнею о семи колоколах, внутри икон и украшений на сумму около пятнадцати тысяч рублей. Проживало в монастыре около 600 монахинь и послушниц.
Примерно с этого времени государственные, губернские и церковные власти начинают новый этап гонений на старообрядцев, в первую очередь на иргизские монастыри, как их главный духовный центр. Успенскому монастырю, в числе прочих, неоднократно предлагалось перейти в единоверие, однако монахини всегда отвечали отказом.
Саратовский губернатор князь А. Б. Голицын в донесении в 1828 году писал, что женские иргизские обители не имеют ничего похожего на монастыри, повсюду «видимо совершенное безобразие». Он насчитал в монастыре 128 инокинь и 174 белицы, и отмечал, что подобное многолюдство в сочетании со свободным доступом к любой келье «ясно образует, до какой степени допущен разврат в сих обиталищах, — разврат, толико нетерпимый в гражданском состоянии и влекущий за собой пагубные последствия». Однако же дальнейшее правление Голицына никак не сказалось на монастыре.
Но уже в 1833 году министерство внутренних дел прислало на Иргиз чиновника для особых поручений Арсеньева для выработки плана уничтожения здесь раскола. Предложение Арсеньева включало в себя и полное упразднение женских монастырей. Однако губернию в это время возглавлял Ф. Переверзев, довольно снисходительно относившийся к старообрядцам и вновь угроза миновала монастырь. С разрешения властей монастырь даже обносится дощатым забором.
Но следующий губернатор Алексей Степанов вновь повёл атаку на монастырь. Объезжая вверенную ему губернию он заехал и в Успенский монастырь, где вновь предложил перейти в единоверие. И вновь монахини ответили отказом. Вскоре губернатор повелел изгнать из монастыря всех, кто проживал в нём с просроченными и недействительными паспортами. Настоятельница Феофания отказалась исполнить приказ, заявив, что не может заставить нежелающих удалиться. На что губернатор отправил городничего, который в июне 1836 года удалил подобных жителей монастыря силой. Феофания немедленно отказалась от должности настоятельницы «по болезни». По требованию губернатора была выбрана новая настоятельница, которая, однако, не захотела управлять. Монахиням пришлось упрашивать Феофанию вернуться, на что она в конце концов согласилась.
Но вскоре вышло постановление комитета по делам раскольников об обращении в единоверие Средне-Никольского монастыря, одним из пунктов которого значилось: «женщин, произвольно поселившихся на земле Среднего монастыря и называвших свои жилища женским монастырем, перевести в Покровский монастырь, предоставя им свезти и продать дома в течение 1837 года». Император утвердил данное постановление, а губернатор немедленно принялся за его выполнение, однако монахини отказались допустить представителей властей к часовне.
Власти, занятые разворачивающейся ситуацией вокруг Средне-Никольского монастыря, оставили это противление без последствий, а когда ситуация разрешилась, испуганные монахини решили покориться. Инокини, проживавшие в монастыре по паспортам, должны были отправиться на постоянное место жительства, а приписанные к монастырю по ревизии переселялись в Покровский монастырь, таких насчиталось всего 13 человек. Кельи должны были быть разобраны и распроданы до 1838 года. Посланные новым настоятелем Никольского монастыря Зосимой священник Державин и единоверческий монах Игнатий забрали из часовни иконы, книги и утварь, а саму часовню запечатали.
Распродажа келий велась с многочисленными нарушениями: полиция оценивала их задёшево и продавала по самой низкой цене, причём покупателями были православные священники соседних сёл. Архимандрит Зосима, заявив, будто 11 келий построены на средства Никольского монастыря, предъявил права на них и беспрепятственно получил. Феофания обратилась с жалобой к новому губернатору Бибикову, но прошло ещё немало времени, прежде чем хоть немного восстановилась справедливость.